# Hans Hermann von Katte
Hans Hermann von Katte (Berlim, 28 de fevereiro de 1704 – Küstrin, 6 de novembro de 1730) era um tenente do exército prussiano e um amigo, tutor e possível amante do futuro rei Frederico II da Prússia, que na época era o príncipe herdeiro. Foi executado por ordem do pai de Frederico, o rei Frederico Guilherme I da Prússia, após sua tentativa de fugir com o príncipe para o Reino da Grã-Bretanha.

## Biografia

### Origens
Nascido na capital prussiana, Berlim, von Katte era um nobre pertencente a uma família estreitamente ligada à aristocracia militar. Seu pai, o graf Hans Heinrich von Katte, era o couraceiro preferido do rei Frederico Guilherme I, o que contribuiu para o sucesso do filho dentro do exército prussiano. Sua mãe era Dorothee Sophia von Wartensleben, filha de um renomado marechal de campo.

### Aparência e personalidade
Em uma carta escrita pela irmã do príncipe Frederico, a princesa Guilhermina, descreve von Katte como um homem de maneiras soturnas e pouco atraentes, com sobrancelhas grossas, que se destacavam acima do seu rosto.
Pode-se dizer que Hans Hermann von Katte era uma pessoa que tinha uma profunda fé em Deus e em tudo relacionado à religião. Isso seria refletido em uma epístola endereçada ao pai, escrita por ele mesmo na véspera de sua execução.

### Relação com Frederico
Von Katte conheceu o príncipe-herdeiro Frederico em meados de 1720 durante uma revista de Frederico nas tropas prussianas, a partir daquele momento, começaria uma estreita amizade. Na corte prussiana alguns consideravam que a relação com Hans Hermann von Katte seria romântica, sendo que foi o próprio pai de Frederico II que mandou executar Katte e que forçou o filho a casar com Isabel Cristina de Brunsvique-Volfembutel, de quem nunca teve filhos.

### Execução

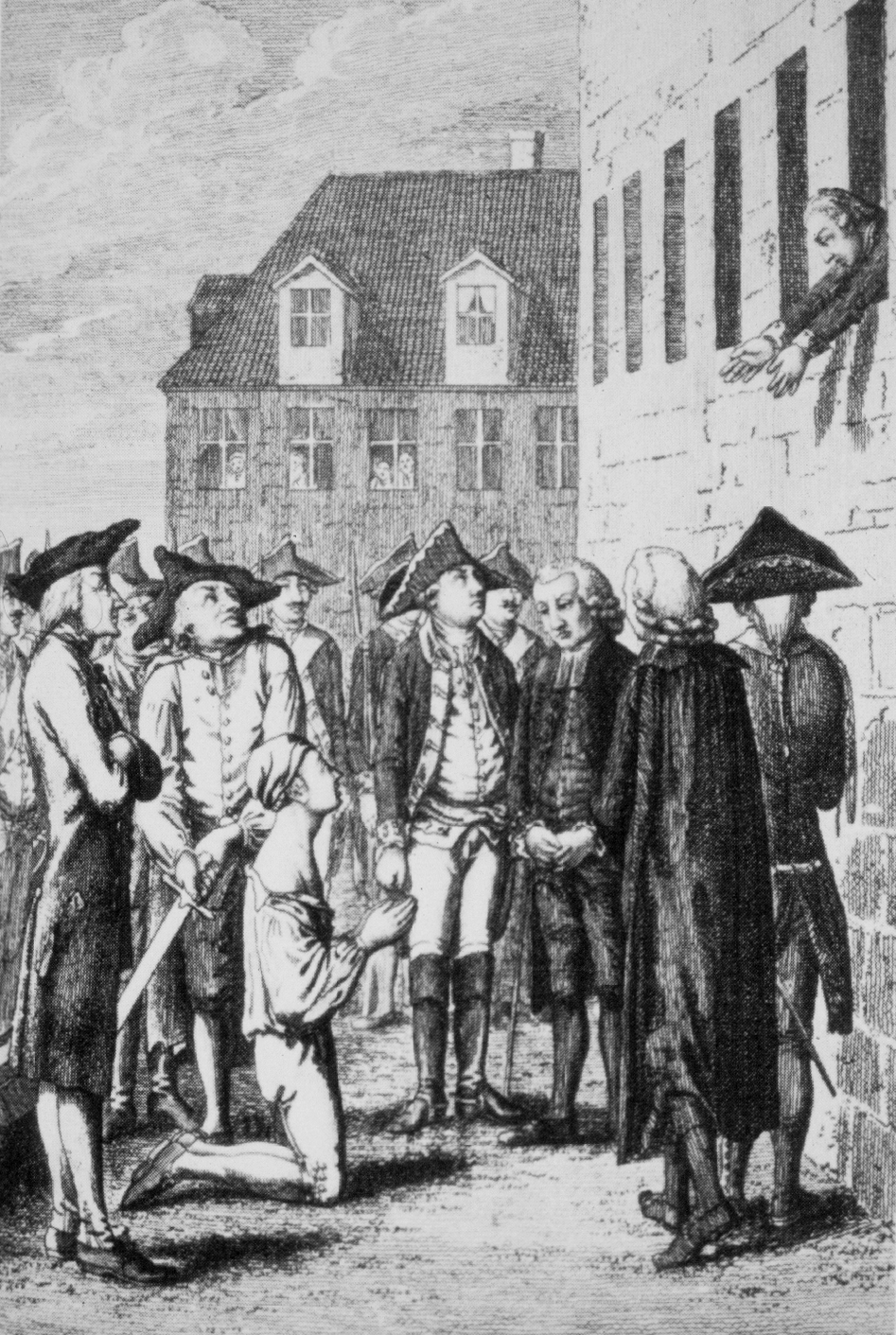
Execução de von Katte

Frederico e seu pai sempre tiveram uma relação difícil, e o estopim dessa relação conflituosa foi quando o pai de Frederico bloqueou a proposta de casamento feita por seu filho a princesa Amélia da Grã-Bretanha. Frederico Guilherme I almejava uma aliança com a Áustria, e queria que o filho se cassasse com a sobrinha do imperador Carlos VI do Sacro Império Romano-Germânico, a duquesa Isabel Cristina de Brunsvique-Volfembutel.
O príncipe-herdeiro e von Katte planejaram fugir para a Grã-Bretanha, contudo os planos foram descobertos pelo pai de Frederico e ambos foram encarcerados na Fortaleza Küstrin.
Von Katte foi decapitado em 6 de novembro de 1730, sendo o príncipe Frederico obrigado pelo pai a presenciar a execução.
Hans Hermann von Katte e Frederico tiveram um último dialogo antes da execução:
— Frederico: "Por favor, meu querido Katte, perdoe-me pelo que faço a você."
von Katte respondeu:
— Hans Hermann von Katte: "Meu príncipe, eu faria isso por você milhares de vezes"
Após este último diálogo o príncipe-herdeiro desfaleceu, e von Katte foi executado pelo carrasco. Sua últimas palavras foram: "Senhor Jesus Cristo..."
Seus restos mortais se encontram na Igreja de Dorfkirche Wust, Alemanha.